# В
В, в は、キリル文字のひとつ。ギリシャ文字の Β（ベータ）に由来し、ラテン文字の B と大文字が同形であるが、発音はラテン文字の V に相当する。また、小文字は大文字をそのまま小さくした形である。ラテン文字の B に相当する文字は、Б である（由来は同じ）。
対応するグラゴル文字は Ⰲ（ヴェディ）である。

## 由来
ギリシア文字の Β（ベータ）に由来する。ベータは古ギリシア語で [b] と発音され、新ギリシア語で [v] と発音された。ベータはフェニキア語の 𐤁（ベート）に起源を持つ。

## 呼称
- ウクライナ語：ヴェー
- キルギス語：ヴェー
- ブルガリア語：ヴ
- ベラルーシ語：ヴェー
- ロシア語: вэ（ヴェー）

## 音素
原則として [v]（有声唇歯摩擦音）を表す。ただし、摩擦力は西欧語より弱い様で、[w]（有声両唇軟口蓋接近音）にも聞こえることがある。そのためか、日本語ではしばしばワ行に転写される。また、日本語のワなどをキリル文字に転写する場合も、近似音としてこの文字を使うことが多い。（例：ウィキペディア→Википедия、和歌山→Вакаяма）
- ロシア語やブルガリア語では、無声子音の前や語尾に位置した場合に原則として無声化する。日本語では、[v] で表される場合は「ヴァ」行、[f] になる場合は「フ」で表す。但し、これはこの文字に限った話ではないが、「ヴァ」の音はワ行やバ行で表されることがある。
- ウクライナ語では原則として無声化しない東ウクライナからではロシア語同様無声化する場合が多い。基本的には母音を伴う場合は [v]、それ以外はどの位置にあっても [w] となる。これは、ベラルーシ語の ў に用法的にも発音的にも合致する。ただし、地域によって発音の差は大きい。キエフなど中部ウクライナではすべての場合において [ʋ] と発音されることが多く、東ウクライナではロシア語同様無声化する場合もある。東ウクライナや西ウクライナでは [v] と [w] を併用する原則どおりの発音である場合が多い。日本語転写では、[v] で表される場合は「ヴァ」行、[w] で表される場合は「ウ」（ワ行）で表すことになるが、中部ウクライナの発音に沿ってすべて「ヴァ」行で表すことも稀に見られる。ロシア語の「フ」と異なる[1]。

## アルファベット上の位置
ウクライナ語、セルビア語、ブルガリア語、ベラルーシ語、マケドニア語、ロシア語の第3字母である。

## Вに関わる諸事項
ロシア語では単体で、後ろに対格を伴って「～の中へ」という意味の前置詞を表す。また、後ろに前置格を伴うと場所を表す前置詞になる。
ギリシャ語から語彙を借用する際、ラテン文字を用いる言語では「β」を古典ギリシャ語に基づいて「b」で表すが、キリル文字圏では「в」で表した。しかし、比較的新しい西欧経由で伝わった語彙に関しては「б」で表す。
例
- символ（英語: symbol, シンボル）
- био-（英語: bio-,「生命、生物」の意の接頭語）

## 符号位置
| 大文字 | Unicode | JIS X 0213 | 文字参照        | 小文字 | Unicode | JIS X 0213 | 文字参照        | 備考 |
| ------ | ------- | ---------- | --------------- | ------ | ------- | ---------- | --------------- | ---- |
| В      | U+0412  | 1-7-3      | &#x412; &#1042; | в      | U+0432  | 1-7-51     | &#x432; &#1074; |      |